# Biblioteca Europea de Información y Cultura
La Biblioteca Europea de Información y Cultura oBiblioteca Europea di Informazione e Cultura es un proyecto en curso con sede en Milán (Italia), para la realización de una nueva biblioteca moderna. Comenzó a finales de la década de 1990, cuando Antonio Padoa-Schioppa presentó la idea por primera vez en la ciudad de Milán y en el Ministerio italiano de Patrimonio Cultural y Actividades y Turismo. La biblioteca se divide en dos unidades principales: física y virtual.

## BeicDL

Ilustración, grabada por Giovanni Giorgi, de Girolamo Fabricio de Acquapendente's Operationes chirurgicae (1685) - una de las imágenes históricas alojadas por BEIC

La inauguración de la biblioteca digital Beic (BeicDL) tuvo lugar el 30 de noviembre de 2012 y cuenta con más de 27.000 objetos digitales y 3.000 autores. Los ítems se articulan en colecciones semánticas y son libremente accesibles a través de la web.

## Archivo del depósito legal regional de Lombardía
De acuerdo con la ley italiana 106 de 15 de abril de 2004, toda la región italiana debe recoger todos los artículos presentados para su depósito legal. La región de Lombardía ha confiado la gestión de su Archivo de documentos publicados en la BEIC, con el apoyo de la Biblioteca Nazionale Braidense de Milán. El Archivo tiene su propio catálogo de acceso público online.

## Archivo Paolo Monti

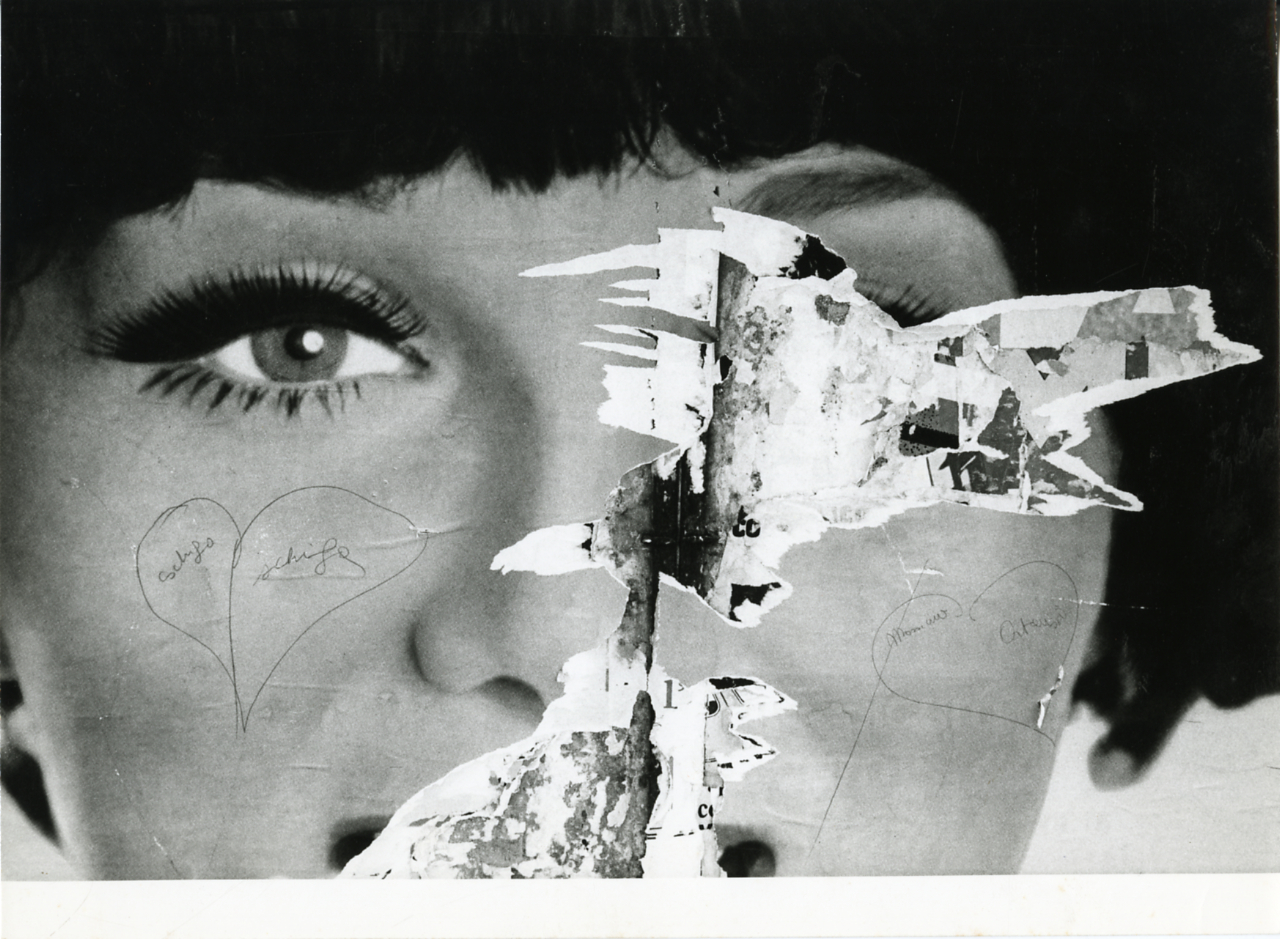
Imagen de la Serie fotográfica de Paolo Monti Serie fotografica (Venezia, 1971), lanzado bajo licencia abierta por la BEIC

En 2008 la BEIC adquirió adquirió todo el Archivo Paolo Monti, declarado de notable interés histórico por el Ministerio italiano del Patrimonio y Actividades Culturales. El Archivo, que cuenta con más de 223.000 negativos, 12.244 impresiones y 790 quimigramas, se ha catalogado y abierto al público.